# Wacław Szklarski (aktor)
Wacław Szklarski (ur. 27 lutego 1934) – polski aktor teatralny i filmowy.

## Życiorys
W 1957 roku ukończył studia na PWST w Krakowie. Występował w następujących teatrach:
- Teatr im. Juliusza Słowackiego w Krakowie
- Teatr Narodowy w Warszawie
- Teatr Klasyczny w Warszawie
- Teatr Rozmaitości w Warszawie
- Teatr Polski w Warszawie
- Teatr Ziemi Mazowieckiej w Warszawie
- Teatr Komedia w Warszawie
- Teatr im. Wandy Siemaszkowej w Rzeszowie

## Filmografia
- 1963: Na patrolu jako kapral Janusz Markowski, dowódca patrolu WSW
- 1971: Bolesław Śmiały
- 1973: Wielka miłość Balzaka (odc. 2)
- 2000–2001: Adam i Ewa jako strażnik w Pałacu Kultury i Nauki
- 2001: M jak miłość jako kierowca podwożący Hankę (odc. 25)
- 2002–2006, 2008–2009: Plebania jako Michalski, proboszcz w Starej Wiośnie
- 2002: Chopin. Pragnienie miłości
- 2003: Męskie-żeńskie jako nieznajomy
- 2003–2011: Na Wspólnej jako doktor Stefankiewicz
- 2004: Męskie-żeńskie jako mężczyzna
- 2005: Pensjonat pod Różą jako pan Mazurek, gość pensjonatu (odc. 52 i 53)
- 2005: Parę osób, mały czas jako Rębiński, dziennikarz z Brazylii
- 2005: M jak miłość jako Andrzej Saj, przyjaciel Teodora Nowickiego (odc. 377)
- 2006–2008: Klan jako mecenas Rylski
- 2006: U fryzjera jako Jean Le Monte (odc. 2)
- 2006: Mrok jako profesor Grzybowski (odc. 5)
- 2006: Kryminalni jako sąsiad Malaka (odc. 63)
- 2006: Dylematu 5 jako pracownik Instytutu Maszyn Niedużych
- 2007: Ekipa jako ambasador Włoch (odc. 10)
- 2009: Naznaczony jako Bogusz, pracownik Surmacza (odc. 4)
- 2010–2011: Klan jako doktor Szczepaniak
- 2012: Prawo Agaty jako klient Karoliny (odc. 27)
- 2013: Wszystko przed nami jako ksiądz na wsi (odc. 81)
- 2014–2015, 2020: Na sygnale jako Andrzej Banach, ojciec Wiktora
- 2018: Ojciec Mateusz jako ksiądz kanonik Zalewski (odc. 239)
- 2018: Barwy szczęścia jako Jan Roztocki (odc. 1808, 1809 i 1812)

## Dubbing
- 1995-?: Zwariowane melodie

## Teatr Telewizji
Brał udział w „Divertimento c-moll op. 1, Makabryczne” Jerzego Wasowskiego i Jeremiego Przybory (1966 r.)
Wystąpił w kilkunastu spektaklach Teatru Telewizji. Zagrał m.in. rolę Erasta w spektaklu „Amant, aktor i sługa” (1965 r.) oraz rolę Hrabiego Ryszarda w spektaklu „Gruby” (1982 r.).